# Brezgenmarkt
Der Brezgenmarkt findet jedes Jahr am Palmsonntag im Hungerbrunnental zwischen Heldenfingen, Heuchlingen und Altheim statt.

## Geschichte
Der Markt findet in seiner heutigen Form seit 1844 statt, ist aber in früheren Formen erstmals urkundlich 1533 in Ulmer Ratsprotokollen erwähnt. Gegenüber anderen historischen Märkten weist er zwei Besonderheiten auf: Er wird nicht innerhalb einer Gemeinde, sondern auf einem abgelegenen Platz im Freien abgehalten, und er dient auch nicht dem sonst üblichen An- und Verkauf nützlicher Güter, sondern hat seinen Namen von einem Gebäck erhalten, dessen Sinn im Mittelpunkt steht.
Namensgebend für den Markt ist die schwäbische Palmbrezel, als Fastenspeise ein süßes Hefeteig-Gebäck, größer als übliche Brezeln sowie ungelaugt und ohne Salz hergestellt. Als Gebildbrot sehen manche Quellen in der Brezel das Symbol eines ins Gebet versunkenen Menschen, der die Arme vor der Brust gekreuzt hält, andere sehen ein Unendlichkeitszeichen mit einer Verschlingung und verweisen auf Heiratsanbahnung und Fruchtbarkeitsbrauch, was im Falle der Palmbrezel gestützt wird durch den aufbrechenden Frühling nach strengem Winter der Schwäbischen Alb sowie den dort beheimateten Brauch, dass der verliebte Bursche seinem Mädchen in der Nacht vor Palmsonntag eine Brezel mit Kalkfarbe ans elterliche Scheunentor malt – oder ihr eine Brezel schenkt und dafür an Ostern Ostereier überreicht bekam. So war auch der Brezgenmarkt ursprünglich ein Festtag mit Markt und Tanz, der auch als Heiratsmarkt genutzt wurde.
Der Markt findet statt in einem Gebiet zwischen den drei Gemarkungen Heuchlingen, Heldenfingen und Altheim – einst an den Grenzen von Altwürttemberg und Ulmer Reichtsstadtgebiet. Dort findet sich eine Karstquelle, genannt Hungerbrunnen, die nur sehr unregelmäßig schüttet und dessen Hungerbrunnenbach, so er nicht trocken ist, den Grenzfluss bildet. Während der Platz heute gemeinsamer Besitz der drei Gemeinden ist, war dies früher ein Freiplatz: er gehörte keinem Herrschaftsgebiet an und war somit frei von Steuern und auch von Gerichtsbarkeit. So geht der heutige Brezgenmarkt zurück auf einen Freitanz, "wo jeder nach seinem Gutdünkel handeln und lassen konnte wie er wollte". (vgl. Überliefertes zum Hungerbrunnen). Nicht immer ging es dabei friedlich zu, wie die Chronik überliefert. So wurde das Fest 1705 vom Rat der Stadt Ulm und später im Jahr 1730 von der Regierung in Stuttgart untersagt – wegen blutigen Auseinandersetzungen um weibliche Schönheiten.
Seit mindestens 1844 lebte die Tradition des Marktfestes jedoch wieder auf. In einer in diesem Jahr erschienenen Oberamtsbeschreibung finden sich Hinweise auf den Namensursprung. Immer wieder trafen sich in dieser Zeit am Palmsonntag junge Leute zum Tanz am Hungerbrunnen. Damals gab es keine Stände, nur einige Bäcker verkauften Brezeln.

## Beschreibung
Rund um die Karstquelle Hungerbrunnen gibt es bis zu 200 Marktstände, an denen neben der Palmbrezel verschiedenste Waren angeboten werden. Damit ist er einer der größten Märkte in Deutschland. Jährlich kommen bis zu 35.000 Besucher auf den Brezgenmarkt.
Die Zufahrtsstraßen ins Tal werden am Markttag gesperrt, ein Shuttlebus bringt Besuchende aus den umliegenden Orten zum Markt, alternativ kann der Markt zu Fuß von den Parkplätzen aus in etwa 20 Minuten erreicht werden.
2020, 2021 und 2022 wurde der Markt aufgrund der COVID-19-Pandemie abgesagt.